# 고양 상운사 석불좌상
고양 상운사 석불좌상(高陽 祥雲寺 石佛坐像)은 대한민국 경기도 고양시 덕양구 북한동, 상운사있는 조선시대의 불상이다. 2019년 8월 23일 경기도의 유형문화재 제354호로 지정되었다.

## 개요
석불좌상은 높이가 109cm로 등신대(等身大)보다 큰 상. 두부과 몸체를 이어 붙였으며 왼손도 훼손된 상태이고 왼손에 든 지물도 원래의 것인지 알 수 없다. 세부를 살펴보면, 앞머리의 중앙에 홈이 파여 있고, 눈썹은 호(弧)형으로 깊이 파이고 콧날부분은 마멸되었으며 작은 입 아래로 세로 홈이 파여져 있다.
대의(大衣)는 이중착의법(또는 편삼, 변형편단우견이라고도 함)으로 오른쪽 어깨위를 감싼 옷자락이 넓은 띠주름을 이루며 가슴 좌우로 늘어진 대의 단이 역시 넓은 띠를 이루면서 아래로 늘어져 있다. 가슴 중앙에 수직으로 얕은 홈이 파이고 가슴의 좌우가 융기된 것과 배 부분에 산(山) 자형으로 조각하여 복부의 양감을 표현하고 있다.
작게 조각된 오른손은 손바닥을 아래로 하여 몸에 대고 있고 왼손은 손바닥을 위로 하여 현재는 둥근 보주형의 지물(持物)을 들고 있다. 양 팔을 덮은 대의와 복부 아래에는 서너 개의 옷주름이 띠모양으로 새겨져 있고 다리 위를 덮은 옷자락에도 좌우로 일정한 간격의 옷주름이 새겨져 있는데, 특이한 점은 가슴에 수평으로 새겨진 내의(內衣) 중앙에서 옷자락이 수직으로 내려오는 것이다.
대좌는 중대석이 없이 상대 앙련좌와 하대 복련좌가 서로 맞붙어 있는 형태이고 대좌의 연판 문양은 마멸되어 잘 보이지 않지만 섬세하고 정교하다. 불상의 바닥에는 조선 1497년에 묵서된 4단 23행의 조성발원문이 있다.

## 지정 사유
조선 전기의 석불상이 희귀한 상황에서 하부의 명문과 높이 1미터 정도의 규모 있는 작품이라는 점에서 역사적 중요성과 학술적인 가치를 지녀 불교조각 연구의 공백을 메워줄 수 있는 의미있는 자료이다.
불상 하체 바닥에 '홍치(弘治) 10년'(1497년, 연산군 3년)이라는 제작연대와 함께 불상 제작에 관여한 이들의 이름을 묵서로 기록함으로써 제작시기 및 발원자에 대한 중요한 정보를 제공하고 있다.

## 참고 문헌
- 고양 상운사 석불좌상 - 국가유산청 국가유산포털